# Courant du Brésil

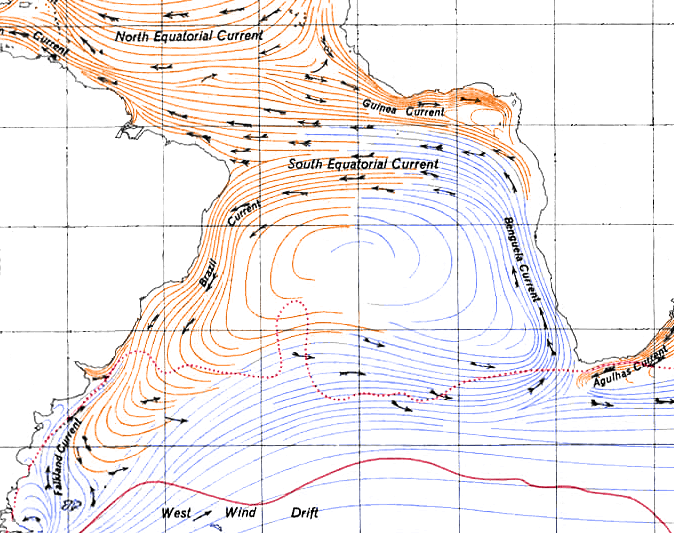
Le courant du Brésil (une partie en orange) sur une carte du gyre subtropical de l'Atlantique sud.

Le courant du Brésil (en anglais : Brazil Current) est un courant marin chaud se déplaçant vers le sud le long du Brésil jusqu'à l'embouchure du Río de la Plata en Argentine.